# Mermaids (organisatie)
Mermaids is een Britse organisatie die zich landelijk inzet voor de emancipatie van transgender personen en hun sociale netwerk. Het is de grootste organisatie in het Verenigd Koninkrijk op dit gebied. Anno 2023 had de organisatie 44 mensen in dienst en een team van 110 vrijwilligers.

## Activiteiten en organisatie
Mermaids werd in 1995 opgericht door een groep ouders van transgender-kinderen, die oorspronkelijk fungeerde als een hulplijn om transgenderjongeren tot 20 jaar te ondersteunen. In 2015 werd Mermaids een liefdadigheidsorganisatie.
De organisatie groeide en werd geprofessionaliseerd. Susie Green, een voormalig IT-manager, werd het eerste lid met een betaalde functie en bekleedde van januari 2016 tot 25 november 2022 de functie van CEO. Lauren Stoner is sinds december 2022 waarnemend CEO.
Mermaids, in het bijzonder Green, werkte als consultant bij de productie van Butterfly, een ITV televisieserie, over een jonge transgender, die in 2018 werd uitzonden.

## Inkomsten
Mermaids haalt haar inkomsten uit donaties, maar ontvangt tevens subsidies en werkbeurzen van de Britse overheid voor talloze van haar activiteiten zoals het geven van trainingen.

## Lobbywerk en Tavistock-schandaal
In 2022 kwam Mermaids onder vuur te liggen als gevolg van het Tavistock-schandaal in het Verenigd Koninkrijk. De organisatie was onder meer in samenwerking met GIRES (Gender Identity Research & Education Society) betrokken bij het beschikbaar maken van puberteitsblokkers voor kinderen en jongeren via GIDS.
Hoewel GIDS zelfmoord bij genderdysfore kinderen omschreef als "extreem zeldzaam", beweerde Kirsty Entwistle, een klinisch psychologe werkzaam bij GIDS in 2017, dat ouders die door Mermaids begeleid en doorverwezen waren ervan overtuigd waren dat hun kind zelfmoord zou plegen als het geen puberteitsblokkers kreeg:
Sinds november 2022 loopt er een onderzoek naar Mermaids of zij de richtlijnen van een liefdadigheidsinsstelling niet heeft overtreden met hun adviezen aan transgenderkinderen en ouders.
Anna Blamanhuis ·
Apollo ·
Çavaria ·
De Kringen ·
Delftse Werkgroep Homoseksualiteit ·
DITO! ·
Equality for Gays And Lesbians In The European institutions ·
European Pride Organisers Association ·
Federatie Studenten Werkgroepen Homoseksualiteit ·
FemFusion ·
Gay & Lesbian Switchboard ·
Gay and Lesbian Kingdom of the Coral Sea Islands ·
Gay Business Amsterdam ·
GLAAD ·
Het Roze Huis ·
Hirschfeld-Eddy Stichting ·
Homo LesBische Federatie Nederland ·
Homoconsumentenbond ·
Homogroep Wageningen ·
Human Rights Campaign ·
IGLHRC ·
IHLIA LGBTI Heritage ·
ILGA ·
ILGA-Europe ·
International Gay and Lesbian Human Rights Commission ·
Lesben- und Schwulenverband in Deutschland ·
LGB Alliance ·
Lhbt-studentenvereniging ·
Metropolitaanse Gemeenschapskerk ·
Mikpunt ·
Nederlandsch Wetenschappelijk Humanitair Komitee ·
Nederlandse Vereniging tot Integratie van Homoseksualiteit COC ·
Stichting OUT! ·
OutFront Minnesota ·
ProGay ·
Radical faeries ·
Regenbooghuis Brussel ·
Roze Actiefront ·
Roze Front ·
Roze Leeuwen ·
Roze Zaterdag ·
RozeLinks ·
Schorer ·
Stichting PANN ·
Trainbow Belgium ·
Transgender Netwerk Nederland ·
Verkeerd Geparkeerd ·
Wel Jong ·
Wissenschaftlich-humanitäre Komitee

 Portaal LHBT